# Pottinger Peak
Pottinger Peak (kinesiska: 砵甸乍山) är ett berg i Hongkong (Kina). Det ligger i den centrala delen av Hongkong. Toppen på Pottinger Peak är 179 meter över havet. Pottinger Peak ingår i The Twins.
Terrängen runt Pottinger Peak är huvudsakligen kuperad, men åt sydost är den platt. Havet är nära Pottinger Peak åt sydost.  Centrala Hongkong ligger 9,7 km väster om Pottinger Peak. I omgivningarna runt Pottinger Peak växer i huvudsak städsegrön lövskog.